# Beatrice di Tenda (dramma)
Beatrice di Tenda è un melodramma in due atti con musica di Vincenzo Bellini, su libretto di Felice Romani.

## Genesi
La penultima opera di Bellini ebbe una genesi travagliata. Composta in fretta, tra il gennaio e il marzo del 1833, risentì anche del ritardo con cui Romani consegnò la seconda parte del libretto. Il musicista catanese fu costretto a completare l'opera ricorrendo a motivi tratti da lavori precedenti (Bianca e Fernando e Zaira), rinunciando a completare il duetto tra Beatrice e Agnese, già abbozzato. Bellini attribuì al librettista la causa dell'insuccesso e ruppe temporaneamente i rapporti col suo poeta. Beatrice di Tenda è infatti l'ultima opera realizzata in comune dai due artisti. Dopo I puritani, su versi di Carlo Pepoli, Bellini riprese i contatti con Romani, ma il progetto di una nuova collaborazione fu vanificato dalla prematura morte del compositore.

## Cast della prima assoluta
| Ruolo     | Registro vocale | Interprete                  |
| --------- | --------------- | --------------------------- |
| Beatrice  | soprano         | Giuditta Pasta              |
| Filippo   | baritono        | Giovanni Orazio Cartagenova |
| Agnese    | mezzosoprano    | Anna Dal Serre              |
| Orombello | tenore          | Alberico Curioni            |
| Anichino  | tenore          | Alessandro Giacchini        |

## Caratteri generali

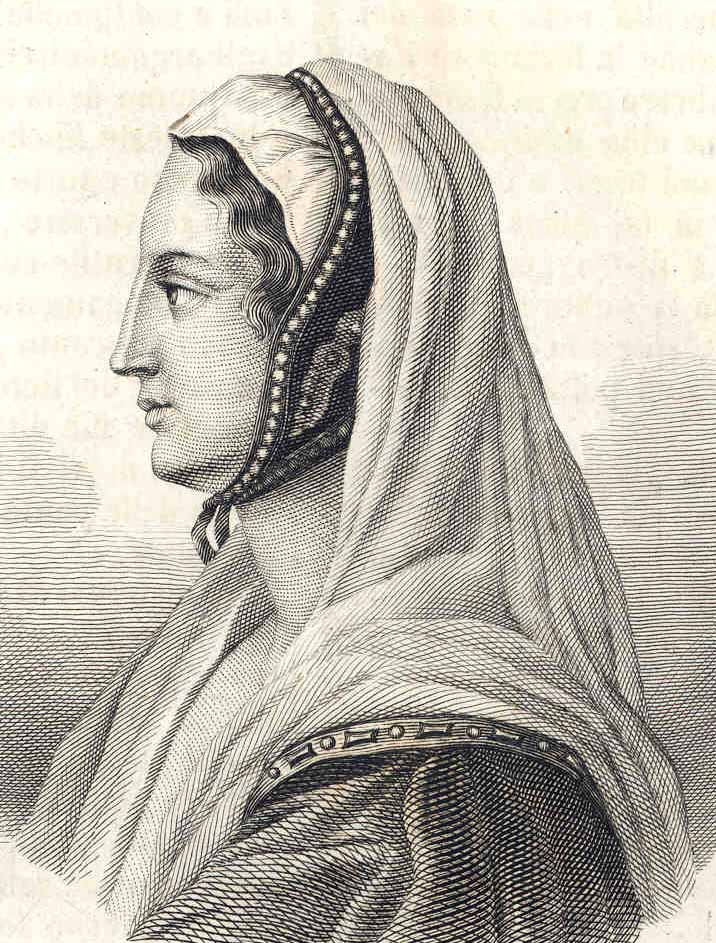
Beatrice di Tenda in una raffigurazione ottocentesca

Beatrice di Tenda è l'unico dramma storico del catalogo belliniano. Con esso probabilmente Bellini tentò di cimentarsi con il rivale Donizetti, nel genere che ne aveva decretato il successo con Anna Bolena (senza contare che la trama di Beatrice di Tenda è inoltre molto affine a quella dell'opera di Donizetti: in entrambe una regina viene ripudiata e condannata a morte dal consorte). Ma gli intrighi di corte non lo ispirarono particolarmente, ed il compositore che era stato capace di dare perfetta forma musicale al sublime di Norma, appare a disagio nel ritrarre la figura losca del Duca Filippo.
Ciò nonostante, l'opera contiene pagine interessanti, che denotano l'inizio di quella ricerca che due anni più tardi lo porterà a ripensare le forme convenzionali dell'opera italiana nei Puritani. Particolarmente riusciti sono i due grandi ensemble, alla fine del primo atto e a metà del secondo, in cui la forma canonica appare dilatata a dismisura, abbinata ad un dinamismo drammaturgico che preannuncia il teatro verdiano. Anticipazioni dello stile di Verdi (almeno fino alle opere della trilogia popolare) sono state sottolineate anche da Vittorio Gui (vedi oltre).
La figura di Beatrice di Tenda appartiene alla schiera delle eroine romantiche che, per motivi sentimentali o politici, scontano un'ingiusta pena. La sua purezza d'animo è esaltata dal perdono finale e la sua tragica vicenda non sfocia nella follia bensì nella consapevolezza ed accettazione del proprio destino.

## Fortuna
Beatrice di Tenda debuttò al Teatro la Fenice di Venezia il 16 marzo 1833 con scarso successo. Interprete protagonista fu in quell'occasione Giuditta Pasta.
Negli anni successivi l'opera riuscì ad affermarsi, entrando nel repertorio dei teatri italiani, ma in seguito, col mutare dei gusti del pubblico, le sue rappresentazioni si fecero sempre più sporadiche. Nella prima parte del Novecento Beatrice di Tenda è un'opera quasi dimenticata (si ricorda un allestimento a Catania nel 1935 con Giannina Arangi-Lombardi nel ruolo della protagonista). Cominciò ad essere ripresa con una certa regolarità a partire dagli anni sessanta.
La prima rappresentazione nel dopo guerra ebbe luogo alla Scala di Milano nel 1961, con Joan Sutherland. Nel 1964 Vittorio Gui diresse una storica ripresa alla Fenice di Venezia, con Leyla Gencer nel ruolo di protagonista; per l'occasione, il direttore d'orchestra tentò di completare il duetto tra Beatrice e Agnese, sulla scorta dell'abbozzo belliniano, e sostituì l'aria finale con un coro il cui motivo fu ripreso dal precedente terzetto Angiol di pace all'anima.
In seguito, la partitura originale fu ripristinata e in questa forma l'opera si esegue correntemente.

## Trama
L'azione ha luogo nel 1418 al castello di Binasco, presso Milano.
Filippo Maria Visconti, duca di Milano, è insofferente alla presenza della consorte, Beatrice de' Lascari nonché contessa di Tenda, già vedova di Facino Cane. Beatrice ha portato in dote a Filippo molte terre, permettendogli di rafforzare il ducato, ma proprio queste terre sono diventate motivo di discordia tra i coniugi. Beatrice è infatti sensibile ai destini dei suoi sudditi, che Filippo (descritto dal librettista come “giovane, dissoluto, simulatore, ambizioso, e mal sofferente dei ricevuti benefizii”) tratta invece con estrema durezza.
Agnese del Maino, amante di Filippo e innamorata di Orombello, signore di Ventimiglia, quando scopre che quest'ultimo è segretamente innamorato di Beatrice, decide di vendicarsi mettendo Filippo al corrente del presunto tradimento di Beatrice con Orombello.
Questi dal canto suo, dopo aver adunato gli uomini devoti a Facino Cane per una riscossa contro l'ostile Filippo, si reca dall'afflitta Beatrice per dichiararle apertamente i propri progetti e il proprio amore. Agnese e Filippo irrompono in scena e vedendo Orombello inginocchiato ai piedi di Beatrice, interpretano il gesto come prova certa del tradimento e del complotto della duchessa.
Durante il processo, Orombello ritratta le false accuse che Filippo gli ha estorto attraverso la tortura, proclamando l'innocenza di Beatrice. Filippo, Agnese e i Giudici smarriscono le loro certezze e, all'atto di firmare la sentenza, il duca di Milano esita, preda di sensi di colpa. Quando però apprende che la fazione devota a Facino Cane è armata e chiede di Beatrice, egli firma risolutamente la sentenza di morte.
Beatrice, che continua a negare ogni colpa anche sotto tortura, accetta umilmente la propria ingiusta sorte perdonando l'invidiosa Agnese, mentre Orombello perdona i suoi nemici politici. Quindi la duchessa si incammina verso il patibolo, sostenuta dalla commossa partecipazione del popolo.

## Struttura musicale
- Preludio

### Atto I
- N. 1 - Introduzione Tu signor! lasciar si presto (Coro, Filippo, Agnese)
- N. 2 - Recitativo e duetto Agnese-Orombello Silenzio e notte intorno - Nulla è un regno ad alma amante
- N. 3 - Scena, coro e cavatina di Beatrice: Respiro io qui fra queste piante ombrose - Come ogni cosa - Ma la sola, ohimè! son io? (Beatrice, Coro)
- N. 4 - Recitativo e duetto Beatrice-Filippo Vedi?...la tua presenza - Tu qui, Filippo? (Rizzardo, Filippo, Beatrice)
- N. 5 - Coro d'armigeri Lo vedeste?
- N. 6 - Finale I: Il mio dolore e l'ira - Deh! se mi amasti un giorno - Sì: d'immenso, estremo affetto (Beatrice, Orombello, Agnese, Filippo, Coro, Anichino)

### Atto II
- N. 7 - Coro d'introduzione Lassa! e può il ciel permettere
- N. 8 - Scena e recitativo Ormai del suo destino arbitra solo (Filippo, Anichino)
- N. 9 - Scena, coro e quintetto O troppo a mie preghiere - Di grave accusa il peso - Orombello! oh sciagurato! (Anichino, Agnese, Filippo, Coro, Beatrice, Orombello)
- N. 10 - Recitativo Filippo! (Agnese, Filippo)
- N. 11 - Aria Filippo e Coro È in vostra man, signore - Qui mi accolse oppresso, errante (Coro, Filippo)
- N. 12 - Finale II Prega! Ah, non sia la misera - Angiol di pace, all'anima - Deh! Se un'urna è a me concessa (Coro, Beatrice, Agnese, Orombello, Anichino)

## Brani scelti
- Ah! non pensar che pieno, romanza di Agnese (atto I)
- Qui di ribelli sudditi, duetto tra Filippo e Beatrice (atto I)
- Ah, se m'amasti un giorno, arioso di Beatrice (atto I)
- Al tuo fallo ammenda festi, concertato (atto II)
- Angiol di pace all'anima, terzetto tra Orombello, Beatrice e Agnese (atto II)
- Ah! se un'urna è a me concessa, aria di Beatrice (atto II)

## Aneddoti
Sul letto di morte, Chopin si fece cantare l'aria Ah! se un'urna è a me concessa.

## Incisioni discografiche
| Anno | Cast (Beatrice, Filippo, Agnese, Orombello)                                | Direttore         | Etichetta      |
| ---- | -------------------------------------------------------------------------- | ----------------- | -------------- |
| 1961 | Joan Sutherland, Dino Dondi, Raina Kabaivanska, Giuseppe Campora           | Antonino Votto    | Opera D'Oro    |
| 1964 | Leyla Gencer, Mario Zanasi, Antigone Sgourda, Juan Oncina                  | Vittorio Gui      | Memories       |
| 1967 | Joan Sutherland, Cornelius Opthof, Josephine Veasey, Luciano Pavarotti     | Richard Bonynge   | Decca          |
| 1973 | Ángeles Gulin, Renato Bruson, Elena Zilio, José Carreras                   | Franco Mannino    | Gala           |
| 1976 | Mirella Freni, Carmen Gonzales, Renzo Casellato, Claudio Desderi           | Maurizio Arena    | Legato Classic |
| 1986 | Mariana Nicolesco, Piero Cappuccilli, Stefania Toczyska, Vincenzo La Scola | Alberto Zedda     | Sony           |
| 1992 | Edita Gruberová, Igor Morosov, Vesselina Kasarova, Don Bernardini          | Pinchas Steinberg | Nightingale    |
| 1998 | Lucia Aliberti, Paolo Gavanelli, Camille Capasso, Martin Thompson          | Fabio Luisi       | Edel           |

## DVD
- 2001 - Marcello Viotti, Orchestra e coro dell'Opera di Zurigo, regia di Daniel Schmid, Edita Gruberová (Beatrice), Michael Volle (Filippo), Stefania Kaluza (Agnese), Raùl Hernández (Orombello) - TDK.

- BLU-RAY -
2013 - Antonio Pirolli - Orchestra e coro del Teatro Massimo Bellini, regia Henning Brockhaus, Dīmītra Theodosiou (Beatrice), Mihaly Kalmandi (Filippo), José Maria Lo Monaco (Agnese), A. Roy (Orombello) - Dynamic